# Higher Than Here
Higher Than Here é o quarto álbum de estúdio do cantor, compositor e guitarrista inglês  James Morrison. O álbum foi lançado em 30 de outubro de 2015 pela gravadora Island Records. 
"Higher Than Here", chegou quatro anos após seu último álbum  The Awakening (2011) que alcançou o número 1 no Reino Unido e 49 nos EUA e vem precedido do single carro-chefe "Demons" que foi lançado junto da pré-encomenda do álbum no ITunes em 14 de setembro de 2015. 
A faixa título do álbum "Higher Than Here" também foi lançado como download 'instant-grat' no mesmo dia. "Just Like a Child" foi lançado no iTunes como segundo single da contagem regressiva do álbum no dia 2 de outubro de 2015. 
Um vídeo para a faixa "Stay Like This" foi lançado na conta oficial do cantor no VEVO em 28 de outubro de 2015. 

## Alinhamento de faixas
| Versão padrão |                          |         |  |
| N.º           | Título                   | Duração |  |
| 1.            | "Demons"                 | 3:18    |  |
| 2.            | "Stay Like This"         | 3:39    |  |
| 3.            | "Heaven To a fool"       | 4:16    |  |
| 4.            | "Right Here"             | 3:51    |  |
| 5.            | "Reach Out"              | 3:14    |  |
| 6.            | "We Can"                 | 3:43    |  |
| 7.            | "Too Late For Lullabies" | 4:16    |  |
| 8.            | "Something Right"        | 3:49    |  |
| 9.            | "Easy Love"              | 3:36    |  |
| 10.           | "I Need You Tonight"     | 5:02    |  |
| 11.           | "Just Like a Child"      | 3:17    |  |
| 12.           | "Higher Than Here"       | 3:03    |  |

| Edição Deluxe (digital) |                                            |         |  |
| N.º                     | Título                                     | Duração |  |
| 13.                     | "In the Shadow of a Dream"                 | 4:29    |  |
| 14.                     | "Naked With You"                           | 3:30    |  |
| 15.                     | "Lonely People" (James Morrison & iLL BLU) | 3:36    |  |

## Paradas
| Parada (2015)                         | Melhor posição |
| ------------------------------------- | -------------- |
| Australian Albums (ARIA)              | 94             |
| Áustria (Ö3 Austria Top 40)           | 33             |
| Bélgica (Ultratop Flandres)           | 78             |
| Bélgica (Ultratop Valônia)            | 69             |
| Países Baixos (Dutch Charts)          | 15             |
| Alemanha (Offizielle Deutsche Charts) | 22             |
| Irlanda (IRMA)                        | 45             |
| Itália (FIMI)                         | 48             |
| Suíça (Schweizer Hitparade)           | 3              |
| Reino Unido (Official Albums Chart)   | 7              |